# Mihai Pintilii
Mihai Pintilii (Jászvásár, 1984. november 9. –) román labdarúgó, 2014 óta a román élvonalban szereplő Steaua Bucuresti válogatott középpályása. Főleg box-to-box-ként játszik, erős testalkatú, kombinatív játékstílusú.

## Pályafutása

### Klubcsapatokban
22 évesen mutatkozott be az első ligában, amikor a Jiul Petroșani együttesében játszott.
2012 májusában a Steaua Bucureștihez igazot, 2015-ben kölcsönbe került a Pandurii Târgu Jiuhoz. Mihai Pintilii 2013. március 2-án szerezte első gólját a Steauában, bravúrral a Gaz Metan Mediaș ellen.
2014. június 7-én hároméves szerződést írt alá az Al-Hilallal,  amellyel az AFC-bajnokok ligája döntőjébe jutott.
2015. június 19-én három évre írt alá a Hapoel Tel Aviv csapatéhoz.

### A válogatottban
2011. augusztus 10-én mutatkozott be a román válogatottban, a San Marino ellen 1–0-ra végződő barátságos mérkőzésen.

## Statisztika

### A válogatottban
| Válogatott | Év       | Mérk. | Gólok |
| ---------- | -------- | ----- | ----- |
| Románia    | 2011     | 3     | 0     |
| Románia    | 2012     | 6     | 0     |
| Románia    | 2013     | 6     | 1     |
| Románia    | 2014     | 7     | 0     |
| Románia    | 2015     | 7     | 0     |
| Románia    | 2016     | 7     | 0     |
| Románia    | 2017     | 7     | 0     |
| Románia    | 2018     | 3     | 0     |
| Összesen   | Összesen | 46    | 1     |

## Sikerei, díjai

### Klubcsapatokkal
Auxerre Lugoj
- Divizia C (1): 2005–06

Steaua București
- Román bajnokság (2): 2012–13, 2013–14
- Román kupa ezüstérmes (1): 2013–14
- Román szuperkupa (1): 2013
- Román ligakupa (1): 2015–16

Al-Hilal
- Szaúdi koronaherceg kupa ezüstérmes (1): 2014–15
- AFC-bajnokok ligája ezüstérmes (1): 2014

Pandurii Târgu Jiu
- Ligakupa ezüstérmes (1): 2014–15